# 창천의 권
《창천의 권》(蒼天の拳)은 하라 데쓰오가 그린 일본의 만화이다. 《북두의 권》의 과거 시대를 배경으로 하고 있으며 주인공은 《북두의 권》의 주인공인 켄시로(拳志郞)의 친아버지인 카스미 켄시로(霞 拳志郞)이다. 1930년대의 중국 상하이를 무대로, 북두신권의 전승자로서 여학원 교수였다가 시대적 상황에 휘말린 주인공의 일대기를 묘사하고 있다.
2001년 창간한 신쵸샤의 만화 잡지《주간 코믹 번치》(週刊コミックバンチ)의 창간호부터 간판 타이틀로 연재되고 있다. 북두의 권에서 원작 스토리를 맡았던 부론손은 감수라는 이름으로 조언만 하는 역할을 맡았고 실제 스토리는 북두의 권을 연재할 때 소년 점프의 편집장이며 코믹 번치의 초대 편집장인 호리에 노부히코(堀江信彦)가 쓰고 있다.
2006년 10월부터 2007년 3월까지 아사히 방송을 통해 애니메이션으로 제작, 방영되었다.

## 등장인물
- 카스미 켄시로 - 북두신권의 제 62대 전승자로 여학당의 교수이다. 후각이 비약적으로 발달되어 있으며, 암기능력 또한 상당하여 서점에 있는 모든 책들을 포함하여 서점 자체를 통째로 외우는 탓에 서점 주인들이 매우 싫어했다. 홍화회가 부정한 짓을 많이 하고 청방을 괴롭히자 북두신권으로 혼자 홍화회 구성원의 3분의 2를 살해하고 그나마 남은 홍화회의 구성원들을 손목이나 다리 하나씩 잘라버리는 등 모두 불구로 만들어버린다.
- 카스미 라몬 - 카스미 켄시로의 친동생으로 훗날 북두신권의 전승자가 되면서 류켄이라는 이름을 얻는다. 북두신권의 차기전승자가 켄시로로 확정된 이후 다른 후보들의 권법을 영구봉인하려다 라오우와 겨루게 되었는데 대결 도중 노환으로 숨을 거둔다.
- 반광림 - 반옥령의 오빠. 청방의 두목으로 홍화회에 납치되어 발을 쥐에게 갉혀먹히는 등 수모를 겪다가 카스미 켄시로에 의해 구출된다.
- 반옥령 - 마적 두목으로 카스미 켄시로의 연인. 인정이 많고 착한 반면 마적 두목답게 비정한 면도 있다.
- 요우(엽) - 반광림이 이끄는 청방의 간부였으나 홍화회에게 잡혀가 전신화상을 입는다.
- 기즈 대좌 - 유태인 출신 프랑스 육군 장교. 처음에는 청방을 이용하기 위해 반광림을 돕지만 카스미 켄시로의 인격에 반해서 친구가 된다. 훗날 북두류권에서 분파한 남두극성권의 전승자 류비연에게 살해된다.
- 류비연 - 사조귀. 그 실상은 유태인 소녀 에리카를 보호하는 임무를 유태인으로부터 의뢰를 받아 이를 성실히 수행했다. 류비연과 에리카가 나치 독일에 쫓기고 있다는 것을 간파한 카스미 켄시로가 류비연을 목사로 위장시켰으나[1] 류비연은 서두월권에 의해 살해된다.
- 에리카 - 유태인소녀로 일련의 목적에 의해 류비연의 보호를 받고 있다.
- 류종무 - 중국 출신 독일군 장교로 북두의권으로 부정한 상급자를 처단한 적이 있다. 북두유가권의 계승자다. 나중에는 카스미 켄시로의 친구가 된다.
- 두천풍 - 류종무의 식구들을 몰살시키고 류종무를 팔아넘긴 비정한 인간이며 태호방의 두목. 카스미 켄시로의 도움을 받은 류종무에게 살해된다.

## 같이 보기
- 북두의 권
- Galneryus - 일본에서는 "파칭코 CR창천의 권"의 삽입곡으로〈絆〉이 사용되고있다.[2]